# Someone’s Someone
«Someone’s Someone» — английский сингл южнокорейского хип-хоп бой-бэнда Monsta X с альбома All About Luv, вышедший 4 октября 2019 года на лейблах Epic Records и Sony Music Entertainment

## Предыстория и выпуск
Впервые группа попробовала петь на английском языке с синглом «Shoot Out», который был изначально выпущен как корейский сингл. Во время второго мирового тура группы We Are Here World Tour вышел еще один сингл, спетый на английском «Who Do U Love?», далее вышел сингл «Love U». 
«Someone’s Someone» вышел 4 октября 2019 года на лейблах Sony Music Entertainment и Epic Records, а 16 октября экранизация в виде клипа. 

## Композиция
Жанром «Someone’s Someone» является фьючепоп. Сингл более мягкий по звучанию с нежным вокалом и легким ритмом в среднем темпе, в отличие от других синглов группы. Как говорят участники группы, в композиции поётся о единстве, связи с кем-то и не одиночестве, они отметили, что им нравится такой посыл. 

## Видеоклип

Кадр из клипа «Someone’s Someone»

Экранизация в виде клипа вышла 16 октября на официальном YouTube-канале Monsta X. Клип длится 2 минуты 22 секунды, в нём участники группы ходят по пирсу в рубашках, есть сцены, где они находятся в баре с неоновым освещением и стоят с зонтом под дождём.

## Коммерческий успех

### Награды и номинации
| Церемония награждения  | Год  | Номинация        | Результат | Прим. |
| ---------------------- | ---- | ---------------- | --------- | ----- |
| MTV Video Music Awards | 2020 | Best K-Pop Video | Номинация | [ 9 ] |

### Попадание в списки
| Критик/Публикация | Список                                            | Позиция | Прим.  |
| ----------------- | ------------------------------------------------- | ------- | ------ |
| BuzzFeed          | 30 песен, которые помогли определить K-pop в 2019 | 24      | [ 10 ] |